# Ironwood State Prison
Ironwood State Prison är ett delstatligt fängelse för manliga intagna och är belägen i Blythe, Kalifornien i USA, en bit söder om vägen Interstate 10. Fängelset ligger också granne med ett annat delstatligt fängelse i Chuckawalla Valley State Prison. Ironwood förvarar intagna som är klassificerade för säkerhetsnivån "hög". Den har en kapacitet på att förvara 2 200 intagna men för den 16 november 2022 var det överbeläggning och den förvarade 2 616 intagna.
Fängelset invigdes 1994.
Personer som varit intagna på Ironwood är bland andra Robert John Bardo.